# Heteropodagrion superbum
Heteropodagrion superbum är en trollsländeart som beskrevs av Friedrich Ris 1918. Heteropodagrion superbum ingår i släktet Heteropodagrion och familjen Megapodagrionidae. Inga underarter finns listade i Catalogue of Life.